# Jeff Hearn
Pour les articles homonymes, voir Hearn.
Jeff(ery) Richard Hearn est un sociologue britannique né le 5 août 1947. Il est un des fondateurs de la branche de la sociologie dédiée aux études des genres, à l'université de Leeds.
Professeur aux universités de Bradford, Manchester, Sunderland, Åbo, Oslo (entre autres), il possède un doctorat en Social Theory, Social Planning and Theories of Patriarchy (université de Bradford).